# Joseph Dutton

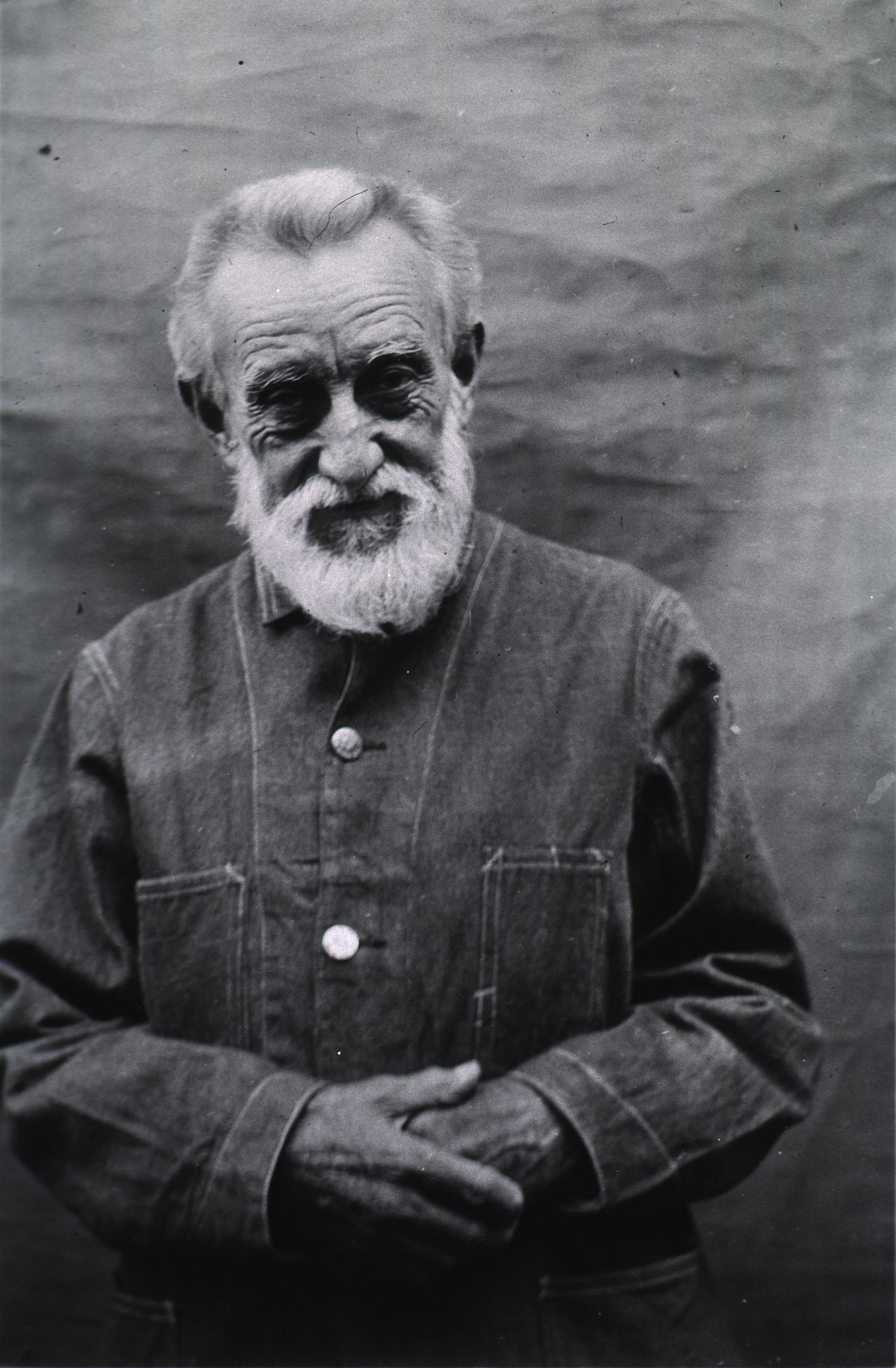
Joseph Dutton em 1922

Joseph Dutton (27 de abril de 1843, Stowe, Vermont - 26 de março de 1931, Honolulu, Havaí), foi um veterano da Guerra Civil e tenente do Exército da União, que se converteu ao catolicismo e mais tarde trabalhou como missionário com o padre Damião.

## Biografia
Ele nasceu Ira Barnes Dutton em Stowe, Vermont, filho de Ezra Dutton e Abigail Barnes.
Dutton realizou seus estudos na Old Academy e Milton Academy, Wisconsin e em 1861 se alistou na 13ª Infantaria de Wisconsin sob o comando do coronel Maurice Malooney. Ele era um intendente no 13º Regimento de Infantaria Voluntária de Wisconsin durante a Guerra Civil Americana. Ele havia sido criado como protestante nas escolas dominicais batistas e foi casado por algum tempo. O casamento não durou porque sua esposa (que ele nunca mencionou pelo nome)  foi infiel e Dutton desenvolveu problemas com álcool. Ele parou de beber em 1876 e mais tarde adotou o nome de Joseph.
Ele se converteu ao catolicismo romano em 1883 e depois passou 20 meses na Abadia de Nossa Senhora do Getsêmani. Em 1886, Dutton foi a Molokai para ajudar o moribundo padre Damião, que ficou grato por sua ajuda. Dutton lembrou que disse ao padre Damião "Meu nome é Joseph Dutton; vim para ajudar e vim para ficar" ao conhecê-lo - e ele ficou, pelo resto de sua vida. Após a morte do padre Damião, Dutton fundou o Baldwin Home para homens e meninos com assistência financeira de Henry Perrine Baldwin.
Dutton era membro da Ordem Franciscana Secular. Ele era frequentemente chamado de "Irmão Joseph".
Dutton escreveu o artigo "Molokai" para a Enciclopédia Católica, e compôs e enviou muitas cartas detalhando a vida na ilha, e o presidente dos Estados Unidos Theodore Roosevelt foi um dos que leram sobre seu serviço aos doentes. Ele ficou tão impressionado com o trabalho do veterano que ordenou que a Grande Frota Branca da Marinha dos Estados Unidos prestasse homenagem a ele, mergulhando suas bandeiras ao passar pela ilha.
Dutton morreu em Honolulu em 26 de março de 1931. Ele foi enterrado no Cemitério da Igreja Católica de Santa Filomena, Kalaupapa. Em 2015, a Diocese de Honolulu criou uma comissão para avaliar a possibilidade de canonização. Em dezembro de 2015, o Joseph Dutton Guild foi estabelecido pela Diocese de Honolulu para solicitar à Diocese de Honolulu que iniciasse a causa formal de beatificação e canonização. No momento, o Grêmio está em processo de coleta de provas para verificar se uma petição por uma causa formal é viável.